# Paul Lockhart
Paul Scott Lockhart (ur. 28 kwietnia 1956 w Amarillo) – amerykański inżynier, astronauta i lotnik wojskowy.

## Życiorys
W 1974 ukończył szkołę w Amarillo, w 1978 studia matematyczne na Texas Tech University, a w 1981 inżynierię techniki lotniczej i astronautycznej na University of Texas; w ramach wymiany studenckiej studiował też na uniwersytecie w Innsbrucku i w Wiedniu. Skończył też kursy na Syracuse University, University of Florida i Royal College of Defence Studies w Londynie. Od 1981 służył w United States Air Force, w 1983 ukończył szkolenie lotnicze, później służył w amerykańskich bazach wojskowych w Europie (Niemczech), w 1991 został skierowany na roczne szkolenie na pilota doświadczalnego do Edwards Air Force Base, po ukończeniu którego służył w Eglin Air Force Base na Florydzie. Ma wylatane ponad 5000 godzin na ponad 30 typach samolotów. 1 maja 1996 został wyselekcjonowany przez NASA jako kandydat na astronautę, od sierpnia 1996 przechodził przygotowanie i szkolenie w Centrum Lotów Kosmicznych imienia Lyndona B. Johnsona. Od 5 do 19 czerwca 2002 był pilotem misji STS-111 trwającej 13 dni, 20 godzin i 35 minut. Od 24 listopada do 7 grudnia 2002 również jako pilot uczestniczył w misji STS-113 trwającej 13 dni 18 godzin i 47 minut. Łącznie spędził w kosmosie 27 dni, 15 godzin i 22 minuty.
W styczniu 2005 opuścił NASA i powrócił do służby w USAF. Ma stopień pułkownika.
Stowarzyszenie Uczestników Lotów Kosmicznych (Association of Space Explorers) przyznało mu Universal Astronaut Insignia za lot orbitalny (nr 417).